# Ліберальний консерватизм
Ліберальний консерватизм — політична ідеологія, що поєднує консервативну політику з ліберальними позиціями, особливо з економічних, соціальних та етичних питань.
Ліберальний консерватизм включає класичний ліберальний погляд на мінімальне втручання уряду в економіку, згідно з яким люди повинні вільно брати участь у ринку та створювати матеріальні блага без втручання уряду. Однак ліберальний консерватизм також стверджує, що люди не можуть повністю залежати від того, щоб діяти відповідально в інших сферах життя, тому ліберальні консерватори вважають, що для забезпечення правопорядку необхідна сильна держава, а соціальні інститути необхідні для розвитку почуття обов'язку і відповідальність перед нацією. Вони також підтримують громадянські свободи, а також деякі соціально-консервативні позиції. У Європі, ліберальний консерватизм — основна форма сучасного консерватизму та правоцентристської політики.

## Термінологія і характеристика
І «консерватизм», і «лібералізм» протягом століть мали різне значення. Термін «ліберальний консерватизм» вживається досить по-різному. Зазвичай він протиставляється «аристократичному консерватизму», який розглядає принцип рівності як щось, що не суперечить людській природі і натомість підкреслює ідею природної нерівності. Оскільки консерватори в демократичних країнах прийняли типові ліберальні інститути, такі як верховенство права, приватна власність, ринкова економіка та конституційний представник уряду, ліберальний елемент ліберального консерватизму став консенсусом серед консерваторів. У деяких країнах (наприклад, у Великій Британії та США) термін «ліберальний консерватизм» розуміється просто як «консерватизм».
Тим не менш, у США консерватори часто поєднують економічний індивідуалізм класичних лібералів з берканською формою консерватизму, що підкреслює природні нерівності між людьми, ірраціональність поведінки людини як основу людського потягу до порядку та стабільності та відмови від природного права в якості основи для уряду. Однак, з іншого погляду, американський консерватизм («гібрид консерватизму та класичного лібералізму») прийняв три принципи берканського консерватизму, а саме: недовіра до влади держави, перевага свободи над рівністю та патріотизм, відкинувши три інших принципи, а саме лояльність до традиційних інституцій ієрархії, скептицизм щодо прогресу та елітарність. Отже, у США термін «ліберальний консерватизм» не використовується. Американський «сучасний лібералізм» сильно відрізняється від європейського лібералізму і займає лівоцентристський політичний спектр, тоді як соціал-демократія становить значну частину лівих центрів.
В свою чергу, в застосуванні ліберальних принципів і принципів вільного ринку європейські ліберальні консерватори чітко відрізняються від тих, хто дотримується національних консервативних, повністю соціал-консервативних або правих принципів.

## Ліберально-консервативні партії
- Албанія: Демократична партія Албанії[4]
- Аргентина: Союз демократичних центристів, Республіканська пропозиція
- Австралія: Коаліція (Ліберальна партія Австралії,[5] Ліберальна національна партія Квінсленда, Аграрна ліберальна партія, Національна партія Австралії)
- Австрія: Австрійська народна партія[6]
- Білорусь: Об'єднана громадянська партія[7]
- Бельгія: Новий фламандський альянс
- Бразилія: Демократи[8]
- Болгарія: Союз демократичних сил[9]
- Велика Британія: Консервативна партія
- Канада: Консервативна партія Канади, Саскачеванська партія
- Кіпр: Демократичне об'єднання
- Чехія: Громадянська демократична партія,[10][11] TOP 09,[12][13]
- Данія: Консервативна народна партія
- Естонія: Вітчизна, Партія реформ Естонії[14]
- Фінляндія: Національна коаліція[15]
- Франція: Республіканці, Union of Democrats and Independents, Agir
- Грузія: Єдиний національний рух, Європейська Грузія
- Німеччина: Християнсько-демократичний союз, Християнсько-соціальний союз
- Греція: Нова демократія[16]
- Ірландія: Фіанна Файл, Фіне Гел[17]
- Ізраїль: Лікуд
- Італія: Вперед, Італія
- Японія: Liberal Democratic Party[18][19]
- Латвія: Єдність
- Ліван: Національний блок
- Литва: Союз Вітчизни[20]
- Мальта: Націоналістична партія
- Молдова: Ліберально-демократична партія Молдови
- Монако: Рух за зміни[11]
- Нідерланди: Християнсько-демократичний заклик, Народна партія за свободу і демократію[21][22][23]
- Норвегія: Консервативна партія
- Польща: Громадянська платформа,[11][24] Порозуміння
- Португалія: Соціал-демократична партія[25]
- Румунія: Національна ліберальна партія
- Росія: Громадянська платформа[26]
- Сербія: Сербська прогресивна партія
- Словаччина: Звичайні люди та незалежні особистості, Міст[27]
- Словенія: Словенська демократична партія[28]
- Іспанія: Народна партія[29][30],
- Швеція: Помірна коаліційна партія[31][32]
- Швейцарія: Консервативно-демократична партія Швейцарії
- Хорватія: Хорватська демократична співдружність
- США: Республіканська партія
- Туреччина: Добра партія
- Україна: Європейська солідарність, Об'єднання «Самопоміч»